# Малинаускас, Альгирдас Юргио
Альгирдас Юргио Малинаускас (лит. Algirdas Malinauskas) — советский хозяйственный, государственный и политический деятель, Герой Социалистического Труда.

## Биография
Родился в 1923 году в Литве. Член КПСС.
С 1946 года — на хозяйственной, общественной и политической работе. В 1946—1985 гг. — колхозник, агроном, заместитель председателя, председатель колхоза «Драугас» Радвилишкского района Литовской ССР.
Указом Президиума Верховного Совета СССР от 12 декабря 1973 года присвоено звание Героя Социалистического Труда с вручением ордена Ленина и золотой медали «Серп и Молот».
Умер в Литве после 1985 года.

## Награды и звания
- Герой Социалистического Труда (12.12.1973).
- орден Ленина (05.04.1958, 12.12.1973)
- орден Трудового Красного Знамени (01.10.1965, 08.04.1971)